# Spilosoma radiata
Spilosoma radiata là một loài bướm đêm thuộc phân họ Arctiinae, họ Erebidae.